# Joan Boix Solà-Segalés
Joan Boix Solà-Segalés   (Badalona, 24 de juny de 1945), és un autor de còmics, amb setze anys ja va publicar la seva primera historieta, a la revista Sissi, de l'Editorial Bruguera, d'altres editorials per les qui va treballar són; Editorial Toray, a la sèrie Hazañas Bélicas, a Ediciones Galaor, per la sèrie Batallas Decisivas, i La Tierra del Futuro (aquesta és la seva primera obra d'autor).
El 1969, va començar a treballar pel mercat exterior, amb diferents gèneres de còmic, Romàntic, Western, d'Aventures i Bèl·lic entre d'altres. Posteriorment i ja pel mercat espanyol va dibuixar històries de terror per les revistes Dosier Negro, SOS i Creepy. Un dels seus personatges amb el que l'autor se sent més identificat és Robny el Vagabundo. També ha dibuixat els personatges, Masters del Universo, Jem, Arsat, Shera i Biggi, per diversos països. Per l'editorial Dolar va crear Mentalman i va dibuixar per les revistes Comix Internacional, Zona 84 i Totem. El 1993 va començar a dibuixar The Phantom, que es publicà a diversos països simultàniament.

## Biografia
Joan Boix Solà-Segalés, va néixer a Badalona, el 24 de juny de 1945. Amb setze anys, va publicar la seva primera historieta, titulada, Un Muchacho Timido, a la revista SISI, editada per l'editorial Bruguera, aquesta mateixa editorial tenia un estudi gràfic al carrer República Argentina de Barcelona, en aquest estudi i treballaven alguns dels dibuixants més veterans de l'editorial, d'aquests dibuixants Joan Boix, en va aprendre molt observant la seva manera de treballar. Un altre professional que li va donar els primers consells va ser el director de l'estudi de Bruguera, Lluís Casamitjana.
Per la mateixa editorial Bruguera, en el transcurs de l'any 1962 va fer historietes de tall romàntic per la revista SISI i per novel·les gràfiques.

Després de treballar per l'editorial Bruguera, va anar a treballar per l'editorial Ediciones Toray, aquest canvi va ser per una raó purament econòmica, ja que el pagaven millor per dibuixar les paginés de la sèrie Hazañas Bélicas. La condició que li varen posar va ser que havia de treballar en exclusiva per Toray.

### Mercat exterior i retir voluntari
Amb vint anys va començar a treballar pel mercat exterior, el primer treball va ser a Bardon Art, d'Escòcia, amb la sèrie "The Buffalo Braves", per la Revista "The Wizard". També va dibuixar còmic romàntic per Anglaterra, i de terror per Estats Units d'Amèrica entre d'altres. Després de treballar per l'editorial Bruguera va anar a treballar a l'Editorial Toray, aquest canvi d'empresa va ser per una qüestió purament econòmica, ja que el pagaven millor, va passar a dibuixar les pàgines de la sèrie Hazañas Belicas. La nova editorial li va posar la condició que havia de treballar en exclusiva per Toray.
Després d'una llarga temporada treballant per agències, se'n va cansar i es va recloure en el seu estudi, per tal de practicar el gènere de terror amb guions i retolat propi, per poder deixar de dibuixar el còmic romàntic. Les historietes de terror que va publicar en aquest període es varen anar publicant al llarg del temps.

### Tornada iRobny el Vagabundo
En el període comprès entre els anys 1981 i el 1983 va dibuixar tres historietes per la sèrie Joyas Literarias Juveniles, quan l'editorial Bruguera li va oferir de dibuixar aquests títols, l'editorial ja estava en un declivi econòmic, hi havia rumors de què endarrerien el pagament de les pàgines als dibuixants, hi havia inclús la possibilitat que no es cobrés la feina, però malgrat això Joan Boix, es va arriscar i va fer les pàgines de les adaptacions, perquè també li venia de gust de dibuixar-les, no va tenir cap problema per cobrar-los i aquests es varen publicar cap als últims números de la sèrie.
Entre els seus treballs més personals hi ha Robny el Vagabundo, les historietes d'aquest personatge es varen publicar per primera vegada a la revista Spirit, de l'Editorial Garbo. Posterior-ment entre el 1981 i el 1982, a la revista Senda del Cómic, editada per Ediciones de la Torre, si va publicar una recopilació que no va ser completa perquè l'editorial va fer fallida i la sèrie va quedar interrompuda.
Joan Boix, va donar vida a Robny el Vagabundo després que la vida del dibuixant es veiés regirada per la mort d'accident d'un seu fill de poc més de tres anys. Això va provocar-li un daltabaix a ell i a la seva família i ho va passar molt malament, fins al punt de voler marxar molt lluny, però després de pensar-hi molt va prendre la decisió de no moure's de casa. Com que ell no podia marxar, va crear un personatge que viatges per ell, anés molt lluny i recorregués el món.

### D'Ediciones Galaor aThe Phantom
Entre els anys 1964 i 1965, va treballar per l'editorial Galaor, el record que en te de l'editorial i del seu editor Manuel de los Ríos Aznar és el d'un tracte molt humà. Joan Boix, tenia al cap una sèrie de còmic, li va explicar la trama a l'editor i aquest li va dir que ja podia fer el primer episodi. Així, Joan Boix, va fer el guió, el dibuix la retolació i la portada amb les indicacions del color que havia de tenir. Aquesta sèrie, es va editar per primera vegada el 1969, li va posar per nom, La Tierra del Futuro i és considerada el primer treball d'autor. Un altre dels personatges de creació pròpia és Jonathan Struppy, El condenado del Faro d'aquest personatge en va escriure, la primera historia i la meitat de la segona el 1982, la va interrompre per raons de feina i no la va poder acabar fins al 1988, la va reprendre el 1955 i va alternar aquest treball amb el dibuix de The Phantom que va començar a dibuixar el 1993. Aquest personatge el dibuixa pels Països nòrdics. The Phantom, va ser creat per Lee Falk al guió, i Ray moore al dibuix, posteriorment als anys seixanta el personatge va passar a mans del dibuixant Sy Barry, el seu estil de dibuix va marcar de tal manera al personatge que als països baixos demanen a l'anomenat "Team Fantomen" (així anomenen als dibuixants d'aquest personatge) que el rostre s'assembli el màxim possible al dibuixat per Sy Barry.

## Publicacions
Publicacions on s'ha publicat la seva obra
| Títol                         | Any         | Guionista        | Editorial               | Format           | Als Números | Notes                  |
| SISI                          | 1961?       | Sense dades      | Editorial Bruguera,S.A. | Quadern vertical | Sense dades | Còmic femení           |
| Hazañas Bélicas. Numero Extra | 1981-1983 ? | Boixcar          | Ediciones Toray,S.A.    | Quadern apaïsat  | 155         | Genere Bèl·lic         |
| Joyas Literarias Juveniles    | 1961        | González Cremona | Editorial Bruguera,S.A. | Quadern          | 253,255,264 | Adaptacions Literàries |
| Hazañas Bélicas               | 1961 - 1971 | Eugenio Sotillos | Ediciones Toray,S.A.    | Quadern          | 9,13        | Genere Bèl·lic         |
| Relatos de Guerra             | 1962        | Varis            | Ediciones Toray,S.A.    | Quadern          | Varis       | Genere Bèl·lic         |